# Dedication to My Ex (Miss That)
Dedication to My Ex (Miss That) è un brano musicale del cantante Lloyd, pubblicata come terzo singolo estratto dall'album King of Hearts il 9 agosto 2011. Il brano figura la collaborazione di André 3000 degli OutKast ed è "narrato" da Lil Wayne. Il brano è stato modificato per il Regno Unito ed altre nazioni, in cui la parola "pussy" è stata sostituita con "lovin'" nel ritornello. Il singolo è riuscito ad entrare nella top 5 del Regno Unito, Australia ed Irlanda, ed ha ottenuto buoni riscontri anche in Nuova Zelanda e Danimarca. Il singolo è stato certificato triplo disco di platino in Australia.

## Video Musicale
Il video è ambientato negli anni '50 o '60 e mostra il cantante ben vestito che canta in quella che sembra essere una garage band del liceo. Il video presenta anche un cameo di Wayne Brady all’interno di un'auto con una ragazza abbracciata; questa sequenza dà un volto alla parte parlata di Lil Wayne della traccia audio. Nel video si succedono scene con il cantante dietro a un microfono in un garage circondato da coriste e da una ballerina. A un certo punto la scena si sposta su una Mini blu, in cui risuona la stessa canzone. L’auto si trova in uno spiazzo e sui sedili posteriori vediamo la ex di Lloyd limonare con il cantante. Lo sbaciucchiamento continua per un po’, e il cantante è decisamente sedotto dalla ragazza, che non lo lascia un attimo. Questa scena fa capire che al cantante mancano soprattutto le effusioni della sua ex. La scena torna di colpo nel garage, dove un elemento distintivo del video è il gatto pupazzo, doppiato da André 3000, che rappresenta in modo ironico i pensieri o l’alter ego di Lloyd. Il pupazzo canta alcune parti della canzone con espressioni facciali esagerate, aggiungendo un tocco comico alla narrazione.

## Tracce
Digital single
1. Dedication to My Ex (Miss That) (Clean version) - 3:56
2. Dedication to My Ex (Miss That) (Album version) - 3:56
3. Lay It Down - 4:01

## Classifiche
| Classifica (2011)    | Posizione più alta |
| -------------------- | ------------------ |
| Australia            | 3                  |
| Austria              | 6                  |
| Belgio (Fiandre)     | 87                 |
| Canada               | 33                 |
| Danimarca            | 7                  |
| Ungheria             | 35                 |
| Irlanda              | 5                  |
| Italia               | 29                 |
| Danimarca            | 16                 |
| Nuova Zelanda        | 14                 |
| Paesi Bassi          | 13                 |
| Slovacchia           | 34                 |
| Regno Unito          | 3                  |
| US Billboard Hot 100 | 79                 |

### Andamento nella classifica italiana
| Posizione | 75 | 42 | 59 | 29 | 41 | 40 | 36 | 44 | - | 54 | 66 | 87 |